# Научный коммунизм
Нау́чный коммуни́зм — одна из трёх основных частей марксизма-ленинизма, наряду с марксистско-ленинской философией и политической экономией, дающая наиболее прямое, непосредственное, социально-политическое обоснование исторической миссии рабочего класса, условий и путей её осуществления; наука об общих социально-политических закономерностях, путях, формах и методах коммунистического преобразования общества.
В отличие от диалектического и исторического материализма, научный коммунизм изучает не общесоциологические законы, которые действуют во всех или многих общественно-экономических формациях, а особые, специфические законы коммунистической формации, её возникновения, становления и развития. В отличие от политической экономии, в центре внимания научного коммунизма находятся не экономические, а социально-политические отношения социализма и коммунизма и закономерности их развития.
Основной вопрос научного коммунизма — вопрос об исторической миссии рабочего класса.
Научный коммунизм не следует путать с научным социализмом. В СССР научный коммунизм рассматривался как полноценная наука, в которой обоснованно доказана неизбежность гибели капитализма и победа коммунистической формы организации общества, и объективный характер исторического движения к коммунизму.
В 1963 году в вузах СССР был введён учебный предмет «Научный коммунизм». В конце 1980-х годов под влиянием перестройки преподавание этого предмета было прекращено. Кафедры научного коммунизма были перепрофилированы на преподавание введённой в программы институтов «политологии», и таким образом были спасены от увольнений кадры преподавателей. По этому поводу проф. И. А. Гобозов вспоминает: 

Лет 10 назад приехал один канадский профессор и попросил рассказать об истории философского факультета МГУ.

Гобозов: У нас до 1991 года было 2 отделения: отделение философии и отделение научного коммунизма. После 1991 года отделение научного коммунизма закрыли.

К.П.: А преподаватели куда делись?

Гобозов: Они сейчас политологию преподают.
Научный коммунизм преподавался в СССР в качестве научной дисциплины в высших учебных заведениях, наряду с преподаванием таких предметов, как «Марксистско-ленинская философия» (состояла из двух разделов — диалектический материализм (диамат) и исторический материализм (истмат)), «История КПСС», «Политическая экономия» (последний предмет в основном воспроизводил содержание «Капитала» Карла Маркса). Теория научного коммунизма рассматривалась как одна из трёх составных частей марксизма-ленинизма, раскрывающая «общие закономерности, пути и формы классовой борьбы пролетариата, социалистической революции, построения социализма и коммунизма».
Индивидуальные специализации и подразделы дисциплины «научный коммунизм» включали теорию коммунистического воспитания, теорию и практику мирового революционного процесса, теорию и историю международного коммунистического движения, историю социалистических учений, теорию идеологического процесса, коммунистическое управление обществом, научный атеизм и другие. Кандидатские и докторские диссертации по специальности «научный коммунизм» разрабатывали проблематику социалистического образа жизни, теорию социалистической демократии, особенности национальных отношений при социализме и капитализме, идеологическое противостояние мировых социальных систем, этапы перехода от государства диктатуры пролетариата к государству общенародного типа, теорию социалистической цивилизации, принципы построения государства и общества развитого социализма, вопросы партийного строительства и так далее.
По мнению британского историка Джона Гренвилла, в СССР было запрещено подвергать сомнению постулаты научного коммунизма.